# Roberta Triggiani
Roberta Triggiani (Torino, 25 marzo 1968) è un'attrice teatrale e attrice televisiva italiana.
È nota per aver interpretato il personaggio della Strega Salamandra nel programma per bambini Melevisione.

## Biografia
Dal 1985 recita in teatro. Inizia la sua attività professionale con il "Teatro Stabile di Innovazione Assemblea Teatro" e collabora con la "Fondazione Teatro Ragazzi e Giovani", con spettacoli a cui partecipano Franco Passatore, Walter Manfrè, Nino D'Introna, Josè Caldas, Eugenio Allegri, Renzo Sicco e Lino Spadaro.
In televisione recita in alcuni film per la tv presentati dalle trasmissioni La parola ai giurati e Donne al bivio, lavorando insieme ad Ugo Gregoretti, Carlo Vergnano e Franco Bernini.
Nella trasmissione per bambini Melevisione interpreta il personaggio della "Strega Salamandra" tra il 1999 e il 2004.
Partecipa anche alla trasmissione L'albero azzurro e alla fiction Cuori rubati. Nel cinema è protagonista del cortometraggio Fino in fondo di Ivan Cotroneo.

## Vita privata
È sposata con l'attore Alessandro Pisci, che ha interpretato dal 1999 al 2000 il ruolo del Genio Abù Ben Set nella trasmissione Melevisione, a cui la stessa Roberta ha partecipato.

## Riconoscimenti
- Miglior attrice – "Premio nazionale per il cortometraggio sociale Nickelodeon" – 1995.